# Lwowska Rada Obwodowa

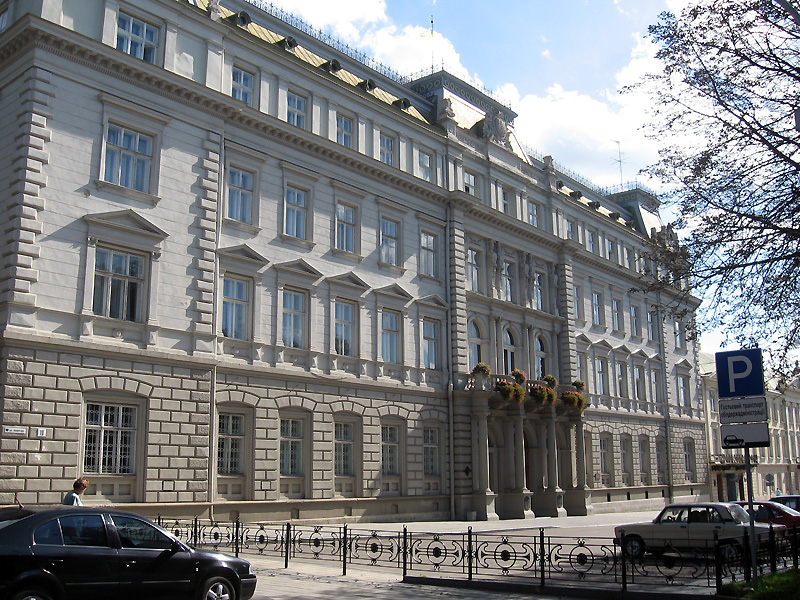
Budynek rady obwodowej

Lwowska Rada Obwodowa (ukr. Львівська обласна рада) – organ obwodowego samorządu terytorialnego w obwodzie lwowskim Ukrainy, reprezentujący interesy mniejszych samorządów – rad rejonowych, miejskich, osiedlowych i wiejskich, w ramach konstytucji Ukrainy oraz udzielonych przez rady upoważnień. Siedziba Rady znajduje się we Lwowie.

## Przewodniczący Rady
- Wiaczesław Czornowił (kwiecień 1990 – kwiecień 1992)
- Mykoła Horyń (1994–1997)
- Stepan Senczuk (14 kwietnia 1998 – 5 lipca 2001)
- Mychajło Sendak (2002–2006)
- Myrosław Senyk (28 kwietnia 2006 – 2010)
- Ołeh Pańkewycz (30 listopada 2010 – 23 listopada 2012)
- Petro Kołodij (23 listopada 2012 – 12 listopada 2015)
- Ołeksandr Hanuszczyn (18 listopada 2015 – 2 grudnia 2020)
- Iryna Hrymak (od 1 grudnia 2020)